# J·J·佩里
J·J·佩里（英語：J.J. Perry，1967年—），美國男武術家、演員、導演、特技演員及製片人，擔任過多部電影的替身、武術指導和第二攝製組導演，包括《丛林奇兵》（2003年）、《勇者無敵》（2011年）、《捍衛任務2：殺神回歸》（2011年）、《玩命關頭8》（2017年）及《雙子殺手》（2019年）。2022年推出導演長片處女作《打卡獵人》。

## 生平
J·J·佩里1975年8歲時就開始習武（包括跆拳道）。母親無法負擔兒子的武術學費，使佩里在一所武術學校擔任掃地工，同時接受貿易課程。佩里接受超過24年的武術經驗，擁有跆拳道五段黑帶和合氣道二段，並且精通各種武器。1980年代後期，離開軍隊的他開始擔任電影特技工作。因其在2003年動作喜劇片《丛林奇兵》而贏得2004年世界特技獎的「年度男性特技演員」榮譽。
佩里與妻子和女兒住在洛杉磯。

## 作品列表

### 導演
- 《打卡獵人》（2022）
- 《殺手遊戲》（2024）
- 《燃燒殆盡（英语：Afterburn (upcoming film)）》（TBA）

## 外部連結
- J·J·佩里在互联网电影资料库（IMDb）上的資料（英文）